# Gary Bente
Gary Bente (* 1951) ist ein deutscher Psychologe und emeritierter Professor am Psychologischen Institut der Universität zu Köln. Seit 2017 ist er wissenschaftlicher Direktor am Center for Avatar Research and Immersive Social Media Applications der Michigan State University.

## Leben

### Akademische Laufbahn
Bente studierte von 1971 bis 1977 Psychologie an der Universität Regensburg und der Universität des Saarlandes. Von 1978 bis 1984 war er wissenschaftlicher Mitarbeiter in der Abteilung Pädagogik der Universität Trier und wechselte 1984 an die Abteilung Neurologie/Psychiatrie der Universität des Saarlandes. 1985 promovierte er zum Dr. rer. nat. an der Universität Trier mit dem Thema Grundlagen und Effekte sozialer Macht und Einflußnahme im gesprächstherapeutischen Behandlungsprozeß. Eine Interaktionsstudie unter besonderer Berücksichtigung nonverbaler Kommunikation. In den Jahren 1986 bis 1990 war er wissenschaftlicher Angestellter im Fach Psychologie an der Universität Duisburg. Er habilitierte sich ebenfalls in Duisburg 1990 zum Thema Multiple Zeitreihen als Grundlage der Medienforschung. Ein integriertes Verfahren zur Analyse visueller Kommunikationskomponenten in der Fernsehberichterstattung. Von 1990 bis 1991 war Hochschuldozent für Psychologie an der Universität Duisburg und folgte im Jahr 1991 einem Ruf auf eine Universitätsprofessor am Psychologischen Institut der Universität zu Köln, die er bis zu seiner Emeritierung im April 2017 innehatte. In Köln war er Leiter des Lehrstuhls für Medien- und Kommunikationspsychologie.
Seit seiner Emeritierung im Jahr 2017 ist Bente wissenschaftlicher Direktor am CARISMALab (Center for Avatar Research and Immersive Social Media Applications) am Department of Communication an der Michigan State University.

### Forschungsschwerpunkte
Seine Forschungsschwerpunkte liegen bei Themen der Medienpsychologie. Er beschäftigte sich insbesondere mit Nonverbaler Kommunikation und Personwahrnehmung, Computersimulation menschlichen Kommunikationsverhaltens, Sozio-emotionalen Faktoren in der Mediennutzung (Fernsehen, Multimedia, virtuelle Realität), Anthropomorphen Schnittstellen in der Mensch-Computer-Interaktion und Computervermittelter Kommunikation und kooperativem Handeln. Sein h-Index liegt bei researchgate bei 41 und laut scholar.google bei 53 (Stand Januar 2025).

## Schriften (Auswahl)
- Gary Bente, Bettina Fromm: Affektfernsehen: Nutzungsmuster und Wirkungsdimensionen eines expandierenden Genres, 1997. Leske + Budrich Verlag. ISBN 978-3-8100-1906-6.
- Gary Bente, Nicole C. Krämer, Anita Petersen: Virtuelle Realitäten, Buchreihe Internet und Psychologie, Band 5, 2002. Göttingen: Hogrefe. ISBN 978-3-8017-1465-9.
- Roland Mangold, Peter Vorderer, Gary Bente: Lehrbuch der Medienpsychologie, 2004. Göttingen: Hogrefe. ISBN 978-3-8017-1489-5.
- Diana Rieger, Lena Frischlich, Gary Bente: Propaganda 2.0. Psychological effects of right-wing and Islamic extremist internet videos, 2013. Köln: Luchterhand. ISBN 978-3-472-08526-3.